# Jim McKay
Jim McKay (bürgerlich: James Kenneth McManus; * 24. September 1921 in Philadelphia, Pennsylvania; † 7. Juni 2008 in Monkton, Baltimore County, Maryland) war ein US-amerikanischer Sportreporter, der vor allem durch seine prägnanten Catchphrases (Schlagwörter) beliebt war. Er wurde auch außerhalb von Amerika durch seine Berichterstattung über die Geiselnahme von München während der Olympischen Sommerspiele 1972 bekannt.

## Biografie
McKay wuchs zunächst in Philadelphia auf. Mit 13 zog seine Familie nach Baltimore. Dort besuchte er die Jesuiten-Schule Loyola Blakefield, die er 1943 mit einem Bachelor verließ. Die nächsten drei Jahre verbrachte er in der United States Navy, unter anderem als Minensucher in Brasilien.
Von 1946 bis 1947 arbeitete er als Polizeireporter für die Baltimore Evening Sun. Als die Zeitung 1947 einen Fernsehsender namens WMAR-TV gründete, schloss er sich diesem Sender als Schreiber, Produzent und Broadcaster an. 1950 wechselte er zu CBS, wo er als Moderator einer Variety Show namens „The Real McKay“ arbeitete. Um dem Titel der Show zu entsprechen, wurde er kurzerhand in Jim McKay umbenannt.
In den 1950ern arbeitete er in den unterschiedlichsten Moderationsfeldern, u. a. für Wetterberichte, Gameshows und Politikmagazine. Mit der Zeit kristallisierte sich als Schwerpunkt seiner Arbeit die Sportberichterstattung heraus. 1960 sollte er die Berichterstattung über die Olympischen Winterspiele übernehmen, erlitt jedoch im Vorfeld einen Nervenzusammenbruch. Die Olympischen Sommerspiele in Rom waren anschließend sein Debüt als Sportreporter. Insgesamt sollte er über elf Olympiaden berichten, zum letzten Mal 2002 für den Sender NBC.
Im kollektiven Gedächtnis blieb seine Berichterstattung über die Olympischen Sommerspiele von 1972, als die palästinensische Gruppe Schwarzer September elf Mitglieder der israelischen Mannschaft als Geiseln nahm und diese später bei einem missglückten Befreiungsversuch ums Leben kamen. McKay berichtete für den Sender ABC 16 Stunden live über die Geiselnahme.

„When I was a kid, my father used to say our greatest hopes and worst fears are seldom realized. Our worst fears were realized tonight … They’re all gone. (Freie Übersetzung: Als ich ein Kind war, hat mein Vater mir immer gesagt, dass unsere größten Hoffnungen und schlimmsten Ängste selten Realität werden. Heute nacht wurden unsere schlimmsten Ängste Wahrheit – Sie [die Geiseln] sind alle von uns gegangen.)“

Neben der Olympiade berichtete er über zahlreiche andere Sport-Events, wie das Kentucky Derby, die British Open und die Indianapolis 500. Eine seiner letzten größeren Reportagen war über die Fußball-Weltmeisterschaft 2006. Im Verlauf seiner Karriere gewann er zwölf Emmys.
Jim McKay war außerdem der Gründer des Pferderennens Maryland Million Classic. Sein Sohn Sean McManus ist Präsident der Sport- und Nachrichtenabteilung des Senders CBS.
2008 verstarb Jim McKay im Alter von 86 Jahren.